# شتينواي وأولاده

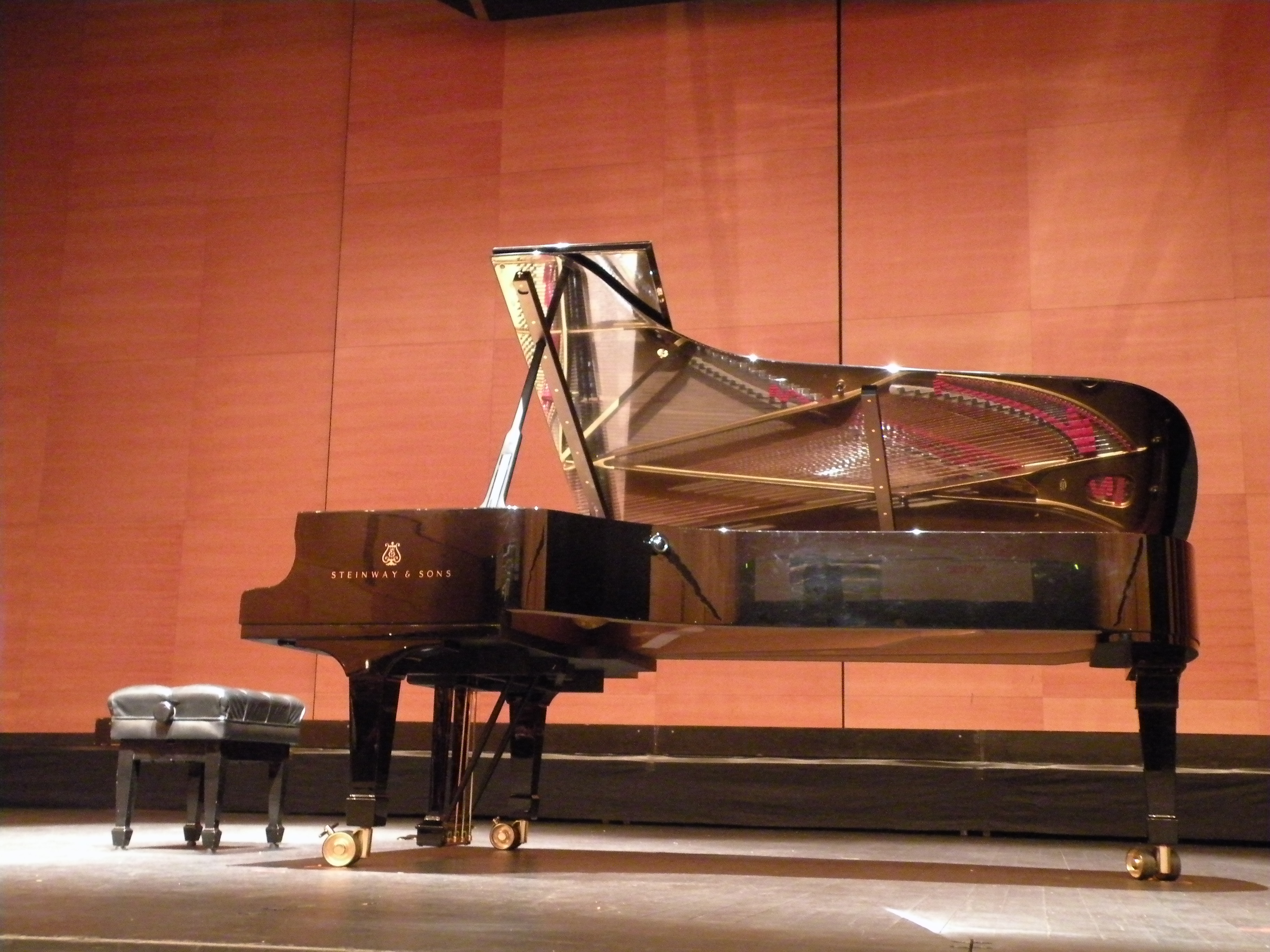

شتينواي وأبناؤه (بالإنجليزية: Steinway & Sons)‏ تعرف أيضاً فقط باسم شتَينواي، هو صانع أمريكي-ألماني لآلات البيانو يدوياً. تأسس في 1853م في مدينة نيويورك، عن طريق المهاجر الألماني «هاينريتش إنجلهارد شتَينوج» (بالإنجليزية: Heinrich Engelhard Steinweg)‏، (لاحقا هنري إ. شتَينواي) (بالإنجليزية: Henry E. Steinway)‏. أدى نمو الشركة إلى افتتاح مصنع وقرية للعمال أصبحت تعرف الآن بأستوريا، كوينز، ثم تبعها مصنع ثانٍ في هامبورغ بألمانيا في 1880م.
ويعد أهم أسباب نجاحات الشركة المبكرة هما جودة آلاتها وأسلوبها التسويقي المؤثر، بما فيه تقديم الشركة لقاعات شتَينواي (بالألمانية: Steinway-Häuser).

## روابط خارجية
- شتينواي وأولاده على موقع قاعدة بيانات برودواي على الإنترنت (الإنجليزية)